# Badmintonmeisterschaft von Hongkong 2006
Die Badmintonmeisterschaft von Hongkong des Jahres 2006 fand im Frühjahr des Jahres 2006 statt. Die Meisterschaft trug den vollständigen Namen Bank of China (Hong Kong) Hong Kong Annual Badminton Championships 2006 (chinesisch 2006 (二千零六) 中銀香港全港羽毛球錦標賽, Pinyin èrqiānlíngliù (2006) Zhōng Yín Xiānggǎng Quán Gǎng yǔmáoqiú jǐnbiāosài).

## Sieger und Finalisten
| Disziplin    | Gold                                             | Silber                            |
| ------------ | ------------------------------------------------ | --------------------------------- |
| Herreneinzel | Ng Wei                                           | Hu Yun                            |
| Dameneinzel  | Yip Pui Yin                                      | Wong Sin Yee                      |
| Herrendoppel | Albertus Susanto Njoto Yohan Hadikusumo Wiratama | Agus Hariyanto Alroy Tanama Putra |
| Damendoppel  | Chau Hoi Wah Wong Man Ching                      | Louisa Koon Wai Chee Kwan Yi Mong |
| Mixed        | Yohan Hadikusumo Wiratama Louisa Koon Wai Chee   | Wong Wai Hong Yip Pui Yin         |